# Gocha Lordkipanidze
Gocha Lordkipanidze (Poti, Georgia, Unión Soviética, 3 de febrero de 1964) es un abogado, jurista y funcionario georgiano, que ha sido juez de la Corte Penal Internacional desde 2021.     Se desempeñó como viceministro en el Ministerio de Justicia de Georgia entre 2012 y 2020, y luego como Ministro de Justicia entre 2020 y 2021.

## Biografía
Entre 1985 y 1991 estudió derecho en la Universidad Estatal de Tiflis, donde se graduó como abogado.
Lordkipanidze trabajó como asesor jurídico en el Ministerio de Asuntos Exteriores de Georgia de 1992 a 1999. En 1995 obtuvo un máster en derecho internacional de los derechos humanos por la Universidad de Essex. Se incorporó a la Misión Permanente de Georgia ante las Naciones Unidas en 1999, y ascendió de consejero a representante permanente adjunto en funciones. También estudió en la Escuela de Derecho de Harvard, donde obtuvo un máster en estudios jurídicos internacionales en 2004. De 2005 a 2009, fue asesor del Primer Ministro de Georgia en derecho internacional y asuntos exteriores.De 2009 a 2013, fue profesor adjunto en la Escuela de Asuntos Internacionales y Públicos de la Universidad de Columbia. En 2012, fue nombrado viceministro de Justicia del Ministerio de Justicia de Georgia. Posteriormente, ocupó el cargo de ministro de Justicia de 2020 a 2021.
En diciembre de 2020, fue uno de los seis nuevos jueces elegidos para la Corte Penal Internacional (CPI). Prestó juramento como juez de la CPI el 10 de marzo de 2021.